# قائمة برديات العهد الجديد
بردية العهد الجديد هي نسخة من جزء من العهد الجديد مصنوعة على ورق البردي . حتى الآن ، هناك أكثر من 140 من هذه البرديات معروفة. بشكل عام ، يعتبرون الشهود الأوائل على النص الأصلي للعهد الجديد. 
هذه المكانة المتميزة بين مخطوطات العهد الجديد بدأت فقط في القرن العشرين. تم تقديم التجميع لأول مرة بواسطة Caspar René Gregory ، الذي قام بتعيين نصوص البرديات على طريقة Blackletter متبوعًا برقم أعلى المخطوط. لا يشير هذا الرقم إلى عمر البردى ، بل إلى الترتيب الذي تم تسجيله به.  قبل عام 1900 ، لم يُعرف سوى 9 مخطوطات من البردي ، وتم الاستشهاد بواحدة فقط في جهاز نقدي ( {\displaystyle {\mathfrak {P}}}11 بواسطة قسطنطين فون تيشندورف ). كانت هذه البرديات التسعة مجرد أجزاء مفردة ، باستثناء ب١٥ ، والتي كانت تتكون من ورقة واحدة كاملة.  أدت اكتشافات القرن العشرين إلى ظهور أقدم مخطوطات معروفة للعهد الجديد .  عرف كينيون في عام 1912 14 بردية ،  وكان آلاند في طبعته الأولى لكورزجيفاسست ... في عام 1963 عدد 76 بردية ، وفي عام 1989 كان هناك 96 بردية معروفة ، وفي عام 2008 124 بردية. اعتبارًا من عام 2021 ، تم اكتشاف ما مجموعه 141 بردية ، على الرغم من أن بعض الأرقام الصادرة اعتُبرت لاحقًا أجزاء من نفس المخطوطة الأصلية.
ومن أهمها برديات تشيستر بيتي : ب٤٥ ، التي تحتوي على الأناجيل وأعمال الرسل. ب٤٦ ، الذي يحتوي على رسائل بولس. و ب٤٧ ، الذي يحتوي على سفر الرؤيا. يُعتقد أن كل هذه الأشياء تعود إلى وقت ما في القرن الثالث. 
ومن المهم أيضًا بردية بودمر : ب٦٦ ، التي تحتوي على إنجيل يوحنا.  و ب٧٥ ، والتي تحتوي على إنجيل لوقا ويوحنا.  هذه المخطوطات المبكرة أكثر اكتمالاً ، مما يسمح للعلماء بفحص طابعها النصي بشكل أفضل. 
ليست كل المخطوطات هي مجرد نصوص من العهد الجديد: ب٥٩ ، ب٦٠ ، ب٦٣ ، ب٨٠ هي نصوص مع التعليقات ؛ ب٢، ب٣ و ب٤٤ عبارة عن كتابات قراءات ؛ ب٥٠ و ب٥٥ و ب٧٨ تعويذات ؛ و ب١٠ و ب١٢، ب٤٢، ب٤٣، ب٦٢، ب٧٢ و ب٩٩ تنتمي إلى نصوص متنوعة أخرى ، مثل كتابة القصاصات أو المسارد أو الأغاني. 
كل البرديات موجودة في Nestle-Aland Novum Testamentum Graece .